# Майкл Дей
Майкл Дей  (англ. Mike Day; нар. 19 жовтня 1984) — американський велогонщик, олімпійський медаліст.

## Виступи на Олімпіадах
| Олімпіада  | Дисципліна | Місце |
| ---------- | ---------- | ----- |
| Пекін 2008 | BMX        | 2     |